# Metro w Chongqing

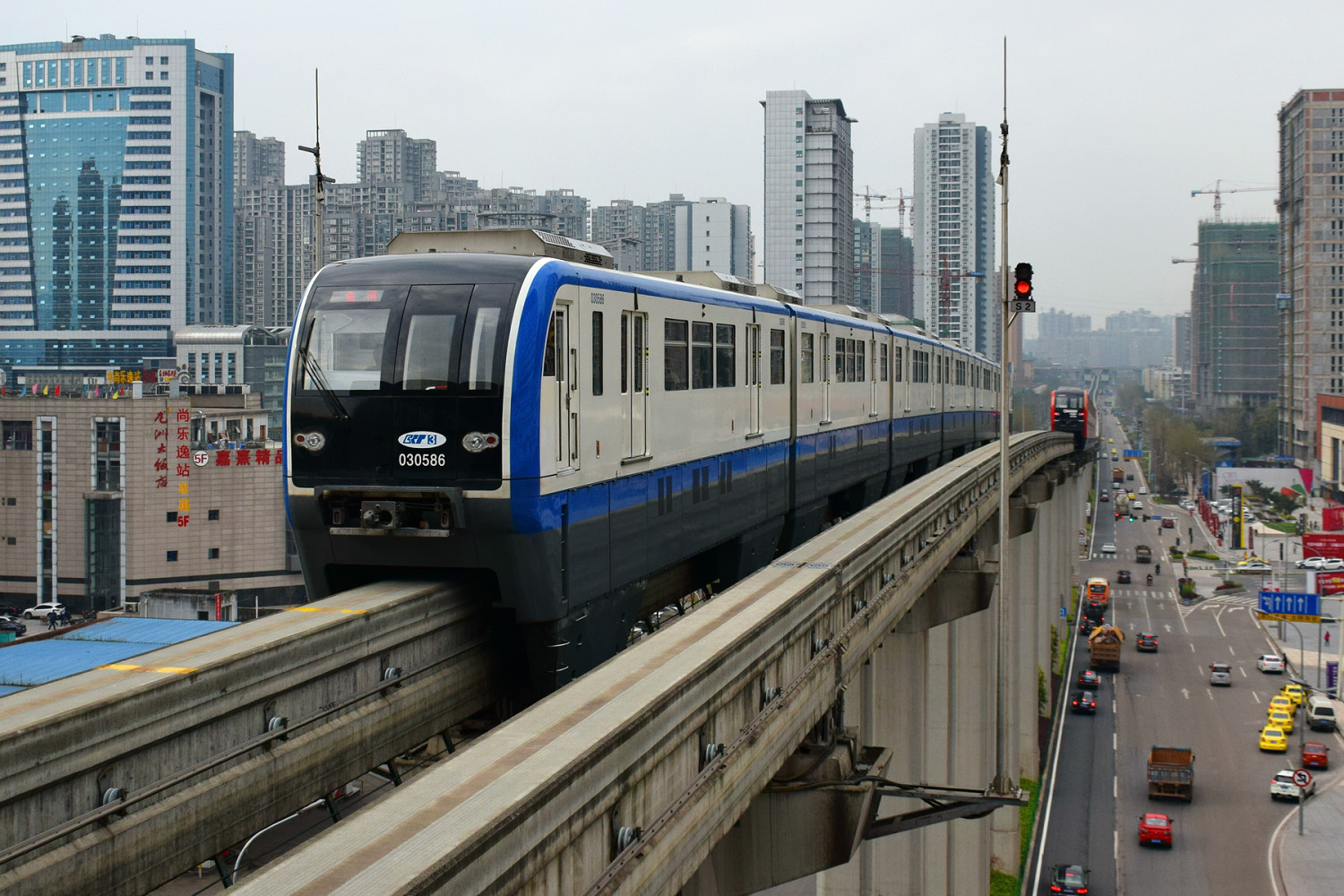
Pociąg na linii nr 3

Metro w Chongqing – system metra w Chongqing, otwarty w 2004 roku. Na koniec 2019 roku 8 linii metra miało łączną długość około 330 km, dziennie zaś korzystało z nich średnio 2,85 mln pasażerów.

## Historia

### Początki
Uroczyste otwarcie pierwszej linii metra w Chongqing o numerze 2, a jednocześnie pierwszego w Chinach systemu miejskiego kolei jednoszynowej, odbyło się 6 listopada 2004 roku. W skład nowo otwartej linii wchodziła stacja Liziba, mieszcząca się na odcinku wzdłuż rzeki Jialing Jiang, najbardziej znana w systemie z uwagi na fakt, że mieści się pomiędzy 6 a 8 piętrem 19-piętrowego wieżowca. W połowie 2011 roku uruchomiono pierwszą w systemie podziemną linię o nr 1, mającą początkowo długość 15,7 km i obejmującą 13 stacji. W drugiej połowie 2011 roku w kilku etapach oddano do użytku do użytku jednoszynową linię nr 3, mającą łącznie długość 39 km. Jej trasa przebiega z północy na południe przez mosty na rzekach Jialing Jiang i Jangcy. W 2012 roku uruchomiono pierwszą część linii nr 6. Pod koniec 2016 roku łączna długość linii 2 i 3 wyniosła 98 km, czyniąc je najdłuższym systemem kolei jednoszynowej na świecie, zaś cały system metra w Chongqing osiągnął długość 213 km.

### Dalszy rozwój
Pod koniec 2017 roku otwarto linię nr 10, której peron na stacji Hongtudi znajduje się 94 metry poniżej powierzchni terenu, co czyni ją drugą po stacji Arsenalna z Metra w Kijowie, najgłębiej położoną stację na świecie. Ponadto w tym samym czasie oddano do użytku linię nr 5. W grudniu 2018 roku uruchomiono linię nr 4 oraz północną część pierwszej pętli oznaczonej numerem 0, która przebiega przez rzekę Jangcy mostem Chaotianmen, o najdłuższym ówcześnie głównym przęśle na świecie, wynoszącym 552 metry. Po oddaniu 30 grudnia 2019 roku większej części południowego odcinka pętli, system metra w Chongqing osiągnął długość około 330 km. System jest w trakcie dalszej rozbudowy, zaś najbliższa nowa linia o numerze 9 o długości 32 km, ma zostać oddana do użytku do końca 2020 roku.

Rozwój metra w Chongqing od 2005 roku

## Linie

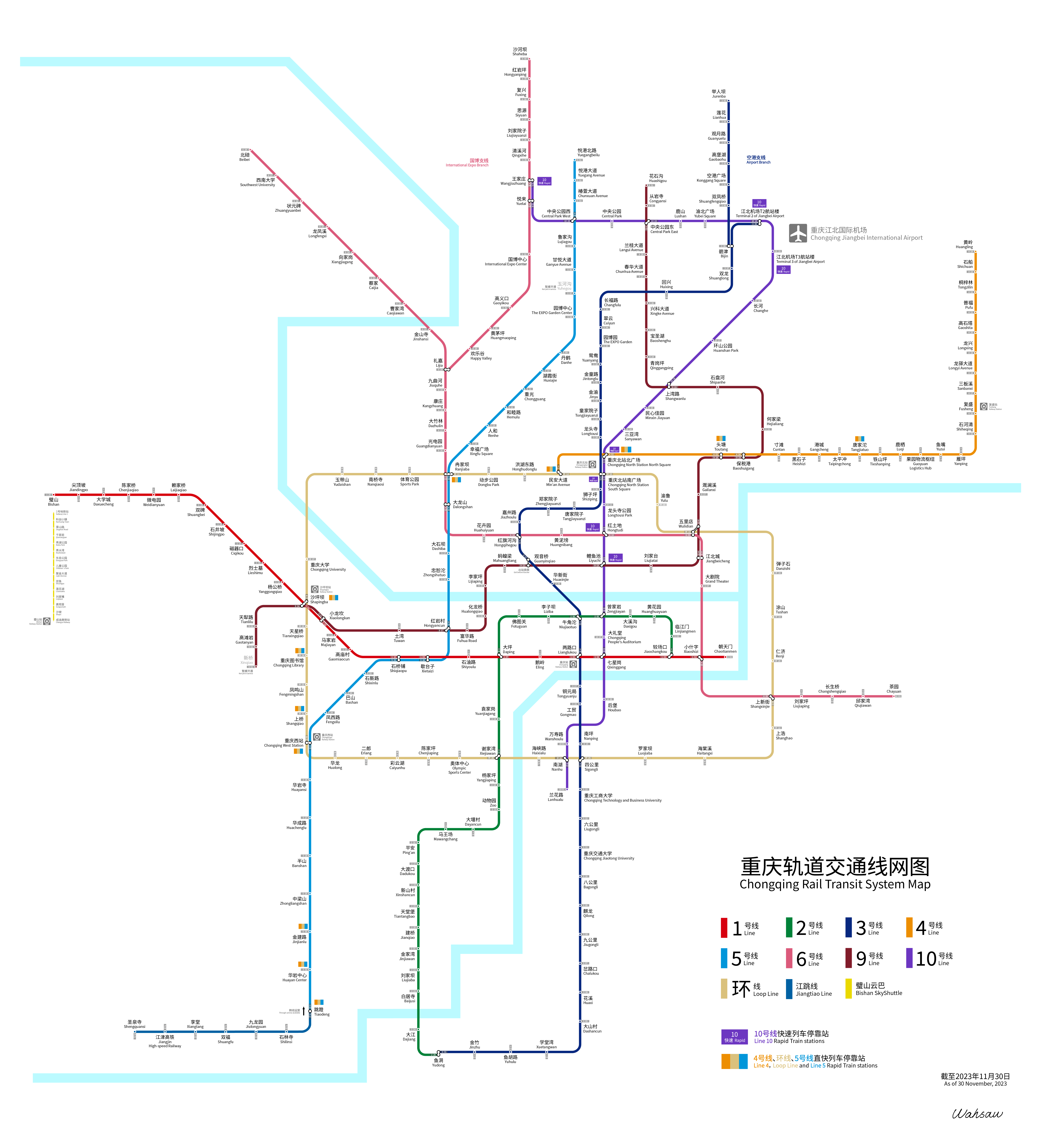
Mapa metra (stan na koniec 2019 roku)

W lutym 2020 roku metro w Chongqing liczyło 8 linii. 

Stacja Xiaolongkan

| Linia | Stacje końcowe (dzielnice) | Stacje końcowe (dzielnice)             | Data otwarcia | Ostatnia rozbudowa | Długość km | Stacje | Możliwości przesiadki |
| ----- | -------------------------- | -------------------------------------- | ------------- | ------------------ | ---------- | ------ | --------------------- |
| 0     | Chongqing Library          | Erlang                                 | 2018          | 2019               | 43         | 26     | 1 2 3 4 5 6 10        |
| 1     | Xiaoshizi                  | Bishan                                 | 2011          | 2019               | 44         | 24     | 0 2 3 6               |
| 2     | Jiaochangkou               | Yudong                                 | 2005          | 2014               | 31         | 25     | 0 1 3                 |
| 3     | Yudong Bijin               | Terminal 2 of Jiangbei Airport Jurenba | 2011          | 2016               | 67         | 45     | 0 1 2 5 6 10          |
| 4     | Min'an Ave                 | Tangjiatuo                             | 2018          | 2019               | 16         | 8      | 0 10                  |
| 5     | The Expo Garden Center     | Dashiba                                | 2017          | 2018               | 16         | 10     | 0 6                   |
| 6     | Chayuan Lijia              | Beibei Yuelai                          | 2012          | 2015               | 76         | 33     | 0 1 3 5 10            |
| 10    | Liyuchi                    | Wangjiazhuang                          | 2017          | -                  | 33         | 19     | 0 3 4 6               |
| Razem | Razem                      | Razem                                  | Razem         | Razem              | 327        | 190    |                       |